# Maurizio Costantini
Maurizio Costantini (San Donà di Piave, 15 aprile 1962) è un allenatore di calcio ed ex calciatore italiano, di ruolo difensore.

## Carriera

### Giocatore
Cresciuto nel Conegliano, nel 1981 passa alla Triestina, formazione di cui diventa una bandiera, militandovi per 10 stagioni consecutive, 7 delle quali in Serie B e tre in Serie C1. Nella stagione 1991-1992 abbandona la formazione giuliana per chiudere la carriera di calciatore giocando per quattro anni nei dilettanti della Pro Gorizia.
In carriera ha totalizzato complessivamente 220 presenze e 3 reti in Serie B.

### Allenatore
Inizia ad allenare nel 1995 al San Sergio (Eccellenza), per poi passare alla Pievigina (Campionato Nazionale Dilettanti) nel 1998 al Giorgione (Serie C2, girone B), classificandosi 11º (11 vittorie, 9 pareggi, 14 sconfitte). Nel 1999 passa alla Triestina (sempre C2-B), giungendo al 3º posto (19 vittorie, 7 pareggi, 8 sconfitte), ma perdendo i play-off per la promozione con la Vis Pesaro.
Nel 2000 va al Mestre (C2-A), arrivando 2º (16 vittorie, 7 pareggi, 5 sconfitte), ma fallendo ancora la promozione nella finale dei play-off proprio con la sua ex-squadra, la Triestina. Rimane al Mestre nel 2001-2002 (C2-B), viene esonerato e poi richiamato (2 vittorie, 2 pareggi, 7 sconfitte), terminando al 12º posto. Nel 2002-2003 subentra a stagione in corso all'Acireale (C2-C), dove finalmente centra la promozione dopo il 5º posto (6 vittorie, 6 pareggi, 3 sconfitte) e la vittoria nei play-off contro il Catanzaro. Confermato dall'Acireale nel 2003-2004 (C1-B), ottiene un 4º posto (16 vittorie, 12 pareggi, 6 sconfitte), con sconfitta nei play-off per la B con la Viterbese. Nel 2004-2005 ha l'occasione di allenare in Serie B il Catania, ma è esonerato dopo 11 giornate (4 vittorie, 3 pareggi, 4 sconfitte), con i siciliani che alla fine terminano all'11º posto.
Nel 2005-2006 inizia alla Salernitana (C1-A), ma è esonerato dopo la 12ª giornata (3 vittorie, 4 pareggi, 5 sconfitte), in una stagione in cui i campani concludono al 6º posto, perdendo poi i play-off per la B con il Genoa. Nel 2006-2007 va alla Sassari Torres (C2-A), dove viene ancora esonerato dopo 30 partite (10 vittorie, 8 pareggi, 12 sconfitte). I sardi terminano al 12º posto. Nel 2007-2008 subentra a stagione in corso sulla panchina della Juve Stabia (C1-B), portandola alla salvezza dopo il 15º posto (2 vittorie e 2 sconfitte) e la vittoria ai play-out con il Lanciano. Confermato nel 2008-2009 alla Juve Stabia (Lega Pro Prima Divisione, girone B), viene prima esonerato e poi richiamato, terminando al 17º posto, ma retrocedendo dopo i play-out, disputati ancora con il Lanciano.
Nella stagione 2009-2010 passa alla guida della Colligiana che milita in Lega Pro Seconda Divisione, ma viene esonerato dopo la nona di campionato il 19 ottobre 2009, per poi essere richiamato dopo la quattordicesima giornata ed essere di nuovo esonerato per il subentrante Rodolfo Vanoli. Con la retrocessione della Colligiana dopo i play-out, dal 1º luglio 2010 diventa nuovo allenatore della Sacilese, sempre in Lega Pro Seconda Divisione.
Dalla stagione 2012-2013 allena la Triestina in Eccellenza dopo le dimissioni di Fabio Sambaldi. Sotto la sua guida i giuliani perdono gli spareggi nazionali per la promozione contro la Pro Dronero, ma accedono comunque alla Serie D 2013-2014 tramite ripescaggio. Viene esonerato il 1º ottobre 2013, a seguito della sconfitta col Montebelluna.
Nell'ottobre 2021 torna in panchina. Assume infatti l'incarico di allenatore dell'Opitergina, formazione Veneta, inserita nel Girone C, del torneo di Eccellenza, al posto dell'esonerato Francesco Feltrin. Il 15 marzo 2022, dopo il pareggio contro il Real Martellago e con la squadra in piena zona playout, viene sollevato dall'incarico.
In precedenza dirigente di Domio (TS), San Donà e Motta di Livenza , nel 2023 è direttore generale del Vittorio Falmec.

## Palmarès

### Giocatore

#### Competizioni nazionali
- Campionato italiano Serie C: 1

Triestina: 1982-1983 (girone A)

#### Competizioni regionali
- Eccellenza: 1

Pro Gorizia: 1992-1993